# Aldo Calvet
Aldo Calvet (São Luís, Maranhão, 1911—1993) foi um teatrólogo, dramaturgo e jornalista brasileiro e o primeiro diretor do Serviço Nacional de Teatro, nomeado pelo Presidente Getúlio Vargas, após receber um abaixo assinado com duas mil assinaturas de membros da classe teatral pedindo sua nomeação para o cargo, assinada por nomes como o de Dercy Gonçalves, Nelson Rodrigues, Grande Otelo, entre outros.
Sua principal obra é chamada Nicotina S/A, além do minidrama As Hortênsias, do infantil Os Hamsters Lilases, dos musicais A Obra-Prima, Este Rio Que Eu Amo e Os Gatos de São Luís, as filosóficas Katalina e Trottoir-trottoir-trottoir, e as comédias Um Certo Julgamento Grego, Doutora, Meu Marido já Era, Tempo de Recesso, além de A Vocação, Cara de Palhaço, Casa de Ninguém, Cátedra (peça de teatro), Trompete (peça de teatro), Deixem os Campos ao Sol, Diálogo dos Opostos, Douto Judas, Escambo (peça de teatro), Humhum hemhem, O Prostituto, O Último Gigolô, O Zebroide e a Zebrinha na Floresta do Quiriri, Os Pecadores, Segura Teu Homem e Sem Mulher não Me Divirto.